# Chrissie Wellington
Christine Ann Wellington (n. 18 februarie 1977, Bury St Edmunds) este o atletă britanică care deține din data de 12 iulie 2009 (în Roth) timpul record la triatlon (ironman) pe distanța de 3,86 km, înot; 180,2 km, ciclism; 42,195 km alergare, ea fiind în prezent (2009) și campioana mondială la această probă.

## Palmares
| Anul | Locul   | Proba                             | Locul             | Timp     | Note                                                                      |
| ---- | ------- | --------------------------------- | ----------------- | -------- | ------------------------------------------------------------------------- |
| 2009 | 1. Rang | Ironman Hawaii                    | Big Island        | 08:54:02 | Victorie la 10 octombrie 2009 cu nou record al pistei                     |
| 2009 | 1. Rang | Timberman Ironman 70.3            |                   | 04:15:11 | la 23 august 2009                                                         |
| 2009 | 1. Rang | Challenge Roth                    | Roth              | 08:31:59 | la 12 iulie 2009 nou record al pistei.                                    |
| 2009 | 1. Rang | Ironman 70.3 Kansas               |                   | 04:14:52 | la 14 iunie 2009                                                          |
| 2009 | 1. Rang | Ironman Australia                 | Port Macquarie    | 08:57:10 | la 5 aprilie 2009 nou record al pistei și câștigă aici a șasea oară.      |
| 2008 | 1. Rang | Ironman Germany                   | Frankfurt am Main | 08:51:25 |                                                                           |
| 2008 | 1. Rang | Ironman Hawaii                    | Big Island        | 09:06:23 | Chrissie Wellington câștigă cu toate că a avut o pană la bicicletă.       |
| 2008 | 1. Rang | ITU-Langdistanz-Weltmeisterschaft | Almere            | 06:12:44 | [ 4 ] [ 5 ]                                                               |
| 2008 | 1. Rang | Ironman Australia                 | Port Macquarie    | 09:03:55 |                                                                           |
| 2007 | 4. Rang | Laguna Phuket Triathlon           |                   |          | 2 decmebrie 2007                                                          |
| 2007 | 1. Rang | Ironman Korea                     | Seogwipo          | 09:54:37 | prima victorie Ironman                                                    |
| 2007 | 1. Rang | Ironman Hawaii                    | Big Island        | 09:08.45 | Chrissie Wellington câștigă la primul start titlul de campioană mondială. |
| 2007 | 5. Rang | Ironman 70.3 UK                   |                   | 05:04:45 |                                                                           |
| 2007 | 3. Rang | Ironman 70.3 Singapore            |                   | 04:19:18 |                                                                           |